# W Series 2022
La stagione 2022 della W Series è stata la terza edizione dell'omonimo campionato, organizzato dalla FIA. Come nel 2021, a differenza della sola edizione 2019, è stato assegnato, oltre al titolo piloti, anche il titolo costruttori. Questa viene considerata l'ultima stagione della serie, poiché dal 2023 è stata sostituita dal campionato F1 Academy, che prevede allo stesso modo unicamente la partecipazione di pilote di genere femminile su vetture F4.
Il campionato è iniziato l'8 maggio 2022 e, inizialmente, sarebbe dovuto terminare il 30 ottobre dello stesso anno, tuttavia è stato anticipatamente fermato, il 2 ottobre, dopo l'annuncio da parte della FIA, avvenuto il 10 ottobre, riguardante la cancellazione delle ultime tre gare per mancanza di finanziamenti. A trionfare nel mondiale piloti è stata, per la terza volta consecutiva, Jamie Chadwick della scuderia Jenner Racing. 

## Team e piloti
| Team                         | No. | Piloti            | Gare |
| ---------------------------- | --- | ----------------- | ---- |
| Sirin Racing                 | 4   | Emely de Heus     | 1-6  |
| Sirin Racing                 | 95  | Beitske Visser    | 1-6  |
| CortDAO W Series Team        | 5   | Fabienne Wohlwend | 1-6  |
| CortDAO W Series Team        | 19  | Marta García      | 1-6  |
| Puma W Series Team           | 7   | Emma Kimiläinen   | 1-6  |
| Puma W Series Team           | 63  | Tereza Bábíčková  | 1-6  |
| Jenner Racing                | 8   | Chloe Chambers    | 1-6  |
| Jenner Racing                | 55  | Jamie Chadwick    | 1-6  |
| W Series Academy             | 10  | Juju Noda         | 1-6  |
| W Series Academy             | 91  | Bianca Bustamante | 1-6  |
| Bristol Street Motors Racing | 21  | Jessica Hawkins   | 1-6  |
| Bristol Street Motors Racing | 27  | Alice Powell      | 1-6  |
| Quantfury W Series Team      | 22  | Belén García      | 1-6  |
| Quantfury W Series Team      | 32  | Nerea Martí       | 1-6  |
| Scuderia W                   | 26  | Sarah Moore       | 1-6  |
| Scuderia W                   | 44  | Abbie Eaton       | 1-6  |
| Racing X                     | 49  | Abbi Pulling      | 1-6  |
| Racing X                     | 97  | Bruna Tomaselli   | 1-6  |

## Calendario e risultati
Il calendario per la stagione 2022/2023 venne ufficializzato il 27 gennaio dello stesso anno, confermando la sua partnership con la Formula Uno. Il 30 marzo furono annunciate alcune modifiche, con il primo round di Miami e l'ultimo di Città del Messico confermati come double-header. A campionato in corso il round di Suzuka, previsto inizialmente come settimo evento, venne sostituito con il circuito di Singapore.
Il 10 ottobre la FIA annunciò l'interruzione del campionato e la cancellazione delle ultime tre gare previste, con la gara di Singapore considerata come l'ultima valida per l'assegnazione del titolo.
| Round          | Circuito                         | Data       | Pole Position  | Giro veloce     | Vincitore      | Secondo         | Terzo          |
| -------------- | -------------------------------- | ---------- | -------------- | --------------- | -------------- | --------------- | -------------- |
| 1              | Autodromo internazional di Miami | 7 maggio   | Nerea Martí    | Emma Kimiläinen | Jamie Chadwick | Jessica Hawkins | Beitske Visser |
| 2              | Autodromo internazional di Miami | 8 maggio   | Jamie Chadwick | Abbi Pulling    | Jamie Chadwick | Alice Powell    | Nerea Martí    |
| 3              | Circuito di Catalogna            | 22 maggio  | Jamie Chadwick | Jamie Chadwick  | Jamie Chadwick | Abbi Pulling    | Alice Powell   |
| 4              | Circuito di Silverstone          | 3 luglio   | Jamie Chadwick | Abbi Pulling    | Jamie Chadwick | Emma Kimiläinen | Abbi Pulling   |
| 5              | Circuito Paul Ricard             | 24 luglio  | Beitske Visser | Jamie Chadwick  | Jamie Chadwick | Belen García    | Nerea Martí    |
| 6              | Hungaroring                      | 31 luglio  | Alice Powell   | Jamie Chadwick  | Alice Powell   | Jamie Chadwick  | Beitske Visser |
| 7              | Singapore Street Circuit         | 2 ottobre  | Marta Garcìa   | Alice Powell    | Beitske Visser | Alice Powell    | Marta García   |
| Gare annullate |                                  |            |                |                 |                |                 |                |
|                | Circuito delle Americhe          | 23 ottobre |                |                 |                |                 |                |
|                | Autodromo Hermanos Rodríguez     | 29 ottobre |                |                 |                |                 |                |
|                | Autodromo Hermanos Rodríguez     | 30 ottobre |                |                 |                |                 |                |

## Classifica
I punti sono stati assegnati ai primi dieci classificati, come segue:
| Pos.  | 1º | 2º | 3º | 4º | 5º | 6º | 7º | 8º | 9º | 10º |
| ----- | -- | -- | -- | -- | -- | -- | -- | -- | -- | --- |
| Punti | 25 | 18 | 15 | 12 | 10 | 8  | 6  | 4  | 2  | 1   |

| Pos. | Piloti            | MIA1 | MIA2 | CAT | SIL | PAU | HUN | SIN | Punti |
| ---- | ----------------- | ---- | ---- | --- | --- | --- | --- | --- | ----- |
| 1    | Jamie Chadwick    | 1    | 1    | 1   | 1   | 1   | 2   | Rit | 143   |
| 2    | Beitske Visser    | 3    | 7    | 5   | 5   | 4   | 3   | 1   | 93    |
| 3    | Alice Powell      | Rit  | 2    | 3   | 14  | 5   | 1   | 2   | 86    |
| 4    | Abbi Pulling      | 4    | 6    | 2   | 3   | 9   | 5   | 6   | 73    |
| 5    | Belen García      | 7    | 4    | 7   | 8   | 2   | 13  | 4   | 58    |
| 6    | Marta García      | 11   | 9    | 6   | 18  | 6   | 4   | 3   | 45    |
| 7    | Nerea Martí       | 6    | 3    | 8   | 9   | 3   | 12  | 12  | 44    |
| 8    | Emma Kimiläinen   | 15   | 5    | 4   | 2   | 12  | Rit | 9   | 42    |
| 9    | Jessica Hawkins   | 2    | Rit  | 11  | 6   | 10  | 14  | 5   | 37    |
| 10   | Fabienne Wohlwend | Rit  | 11   | 9   | 4   | 7   | 6   | 8   | 32    |
| 11   | Sarah Moore       | 8    | 8    | 10  | 10  | 8   | 7   | 7   | 26    |
| 12   | Bruna Tommaselli  | 5    | 17   | 12  | 11  | 11  | 10  | 14  | 11    |
| 13   | Abbie Eaton       | Rit  | 13   | 16  | 7   | Rit | 8   | 10  | 11    |
| 14   | Juju Noda         | 12   | 15   | 13  | 16  | 13  | 9   | Rit | 2     |
| 15   | Bianca Bustamante | 9    | 14   | 15  | 17  | 15  | Rit | 15  | 2     |
| 16   | Chloe Chambers    | 14   | 10   | Rit | 13  | Rit | 11  | 11  | 1     |
| 17   | Emely De Heus     | 10   | 12   | 14  | 15  | 16  | 16  | 13  | 1     |
| 18   | Tereza Bábíčková  | 13   | 16   | 17  | 12  | 14  | 15  |     | 0     |
| 19   | Ayla Ågren        |      |      |     |     |     |     | 16  | 0     |
| Pos. | Pilota            | MAI1 | MAI2 | CAT | SIL | PAU | HUN | SIN | Punti |